# Limera
En un barco, se llama limera a la abertura practicada en la bovedilla, sobre el codaste, para el paso de la cabeza del timón y juego de la caña engastada en ella. 
Esta voz es una corrupción de lemera que con más propiedad se usaba antiguamente como derivada de leme, que significaba timón. Se utiliza también el término fogonadura. En algunos diccionarios aparece también como Santa Bárbara pero es un término que no se utiliza. 